# Aphycus comperei
Aphycus comperei är en stekelart som först beskrevs av Annecke 1963.  Aphycus comperei ingår i släktet Aphycus och familjen sköldlussteklar. Inga underarter finns listade i Catalogue of Life.